# Saki (obwód smoleński)
Saki (ros. Саки) – wieś (ros. деревня, trb. dieriewnia) w zachodniej Rosji, w osiedlu wiejskim Zaborjewskoje rejonu diemidowskiego w obwodzie smoleńskim.

## Geografia
Miejscowość położona jest w dorzeczu Połowki, przy drodze regionalnej 66N-0513 (66N-0508 – Szugajłowo – Saki), 4,5 km od drogi regionalnej 66N-0508 (Zaborje – 66N-0506/Anosinki), 8,5 km od centrum administracyjnego osiedla wiejskiego (Zaborje), 23,5 km od centrum administracyjnego rejonu (Diemidow), 83,5 km od stolicy obwodu (Smoleńsk), 37 km od granicy z Białorusią.
W granicach miejscowości znajdują się ulice: Polewaja, Zielonaja.

## Demografia
W 2010 r. miejscowość zamieszkiwała 1 osoba.

## Historia
W czasie II wojny światowej od lipca 1941 roku dieriewnia była okupowana przez hitlerowców. Wyzwolenie nastąpiło we wrześniu 1943 roku.
Na mocy uchwały z dnia 28 maja 2015 roku wszystkie miejscowości (w tym Saki) zlikwidowanej jednostki administracyjnej Bakłanowskoje weszły w skład osiedla wiejskiego Zaborjewskoje.

## Osobliwości
- Grupa kurhanów 0,3 km na wschód od dieriewni (X–XIII wiek)[7]